# 명랑직장백서, 열정시대
《명랑직장백서, 열정시대》는 KBS 2TV에서 목요일·금요일 오후 5시 30분에 방송된 텔레비전 프로그램이다.

## 기획 의도
평범한 직장인들의 직장백서 스토리를 담은 프로그램이다.

## 방송 시간
2013년 4월 11일부터 목요일·금요일 오후 5시 30분으로 변경되었다.
| 방송 채널 | 방송 기간                         | 방송 시간                                |
| --------- | --------------------------------- | ---------------------------------------- |
| KBS 2TV   | 2013년 1월 4일 ~ 2013년 4월 5일   | 매주 금요일 오후 5:30 ~ 저녁 6:00 (30분) |
| KBS 2TV   | 2013년 4월 11일 ~ 2013년 7월 26일 | 매주 목요일 오후 5:30 ~ 저녁 6:00 (30분) |
| KBS 2TV   | 2013년 4월 11일 ~ 2013년 7월 26일 | 매주 금요일 오후 5:30 ~ 저녁 6:00 (30분) |

## 방송 회차
| 회차 | 방송일          | 부제                                       | 비고 |
| ---- | --------------- | ------------------------------------------ | ---- |
| 1    | 2013년 1월 4일  | 김부장과 변주임                            |      |
| 2    | 2013년 1월 11일 | 달려라 ~ 청춘!                             |      |
| 3    | 2013년 1월 18일 | 핫! 뜨거운 남자들이 간다!                  |      |
| 4    | 2013년 1월 25일 | 쓰레기통 사나이의 고군분투 영업기          |      |
| 5    | 2013년 2월 1일  | 만능대리 김대리                            |      |
| 6    | 2013년 2월 8일  | 그 여자, 그 남자의 색다른 도전!            |      |
| 7    | 2013년 2월 15일 | 같은 길을 가다, 신부자전                   |      |
| 8    | 2013년 2월 22일 | 두 남자 이야기                             |      |
| 9    | 2013년 3월 8일  | 전통공예의 자존심을 지켜라                 |      |
| 10   | 2013년 3월 15일 | 열정을 디자인하다, 웃음발전소!             |      |
| 11   | 2013년 3월 22일 | 캘리크라피를 아시나요?                     |      |
| 11   | 2013년 3월 22일 | 동물 웰빙까지 생각하는 착한 남자           |      |
| 12   | 2013년 3월 29일 | 산소 같은 세 남자가 간다!                  |      |
| 13   | 2013년 4월 5일  | 봄이 되면 달리는 사나이                    |      |
| 14   | 2013년 4월 11일 | 내 남편은 야외 취침 중!!                   |      |
| 14   | 2013년 4월 11일 | 70대 발명왕의 열정 보고서                  |      |
| 15   | 2013년 4월 12일 | 성남 투캅스, 여러분의 일상을 돌봐 드립니다 |      |